# Smokey Mountain (Manila)
Smokey Mountain, slumområde och före detta soptipp utanför Manila i Filippinerna. Soptippen består av över två miljoner ton avfall och har varit igång i över 40 år. Bränder i soptippen är vanligt, vilket är bakgrunden till namnet.